# 雷蒙德·菲
雷蒙德·菲（英語：Raymond Fee，1903年1月12日—1983年6月2日），美国男子拳击运动员。他曾代表美国参加1924年夏季奥林匹克运动会拳击比赛，获得一枚铜牌。他于1983年在佛罗里达州去世。